# Piper colligatispicum
Piper colligatispicum är en pepparväxtart som beskrevs av Trel. & Yunck.. Piper colligatispicum ingår i släktet Piper och familjen pepparväxter. Inga underarter finns listade i Catalogue of Life.